# Into the Valley of Death
Into the Valley of Death è il terzo album studio del gruppo musicale statunitense Death by Stereo, pubblicato il 22 aprile 2003 da Epitaph Records in formato LP e CD.

## Il disco
Tutte le tracce sono state scritte dai Death by Stereo. L'album è stato registrato negli studi Sound City e Death Tracks; è stato poi mixato nello studio For The Record.
La versione enhanced CD dell'album contiene anche un video musicale, per la canzone Wasted Words.

## Tracce
1. The Plague – 3:00
2. Beyond The Blinders – 3:39
3. Wasted Words – 3:36
4. I Wouldn't Piss In Your Ear If Your Brain Was On Fire – 2:18
5. Shh, It'll Be Our Little Secret – 3:08
6. What I Can't Hear, Touch, Taste, Smell Or See Can't Hurt Me – 3:01
7. Unstoppable – 3:52
8. Let Down And Alone – 2:37
9. These Are A Few Of My Favorite Things – 2:26
10. Good Morning America – 0:41
11. Flag Day – 2:44
12. You're A Bullshit Salesman With A Mouthful Of Samples – 3:04
13. Wake Up, You're Dead – 3:27

## Crediti
- Efrem Schulz - Voce, chitarra aggiuntiva
- Dan Palmer - Chitarra, voce
- Jim Miner - Chitarra
- Paul Miner - Basso, voce
- Todd Hennig - Batteria
- Tim "Tito" Owens - Chitarra aggiuntiva
- Rob Aston, Ron Lomas, Vijay Kumar, Dave Itow, Dave Mandel, Shannon Dietz, Sid Dynamite, Benny Kane e Andrew Tabizon - Voci aggiuntive
- Paul Miner - Ingegneria acustica
- Pete Martinez, Oliver ed Efrem Schulz - Assistenti di ingegneria acustica
- Paul Miner (studio Q-Mark) - Mastering